# Diccionario Micénico
Das Diccionario Micénico (abgekürzt DMic) ist ein griechisch-spanisches Wörterbuch – und von vorangehenden Vokabularien wie dem Mycenaeae Graecitatis Lexicon von Anna Morpurgo Davies abgesehen das erste umfassende Wörterbuch überhaupt – des mykenischen Griechisch (Linear B). Es wurde von Francisco Aura Jorro unter der Leitung von Francisco Rodríguez Adrados als Teilprojekt und Anhang zum Diccionario Griego-Español erstellt und liegt abgeschlossen vor. Eine zweite Auflage ist in Vorbereitung.

## Bibliographische Angaben
- Diccionario Micénico, Volumen I [A–N]. Redactado por Francisco Aura Jorro bajo la dirección de Francisco Rodríguez Adrados (Diccionario Griego-Español, Anejo I). Madrid, CSIC, 1985, ISBN 84-00-06128-4, (Auszüge online).
- Diccionario Micénico, Volumen II [O–Z]. Redactado por Francisco Aura Jorro bajo la dirección de Francisco Rodríguez Adrados (Diccionario Griego-Español, Anejo II). Madrid, CSIC, 1993, ISBN 84-00-07327-4

## Rezensionen
- Françoise Bader, in: BSL 82, 1987, 226–227.
- Remo Bracchi, in: Salesianum 58, 1996, 409–410.
- Alfred Heubeck, in: Gnomon 60, 1988, 673–675 .
- Petar H. Ilievski, in: Ziva Antica 36, 1986, 116–119.
- Nicole Maurice, in: Revue de Philologie 67, 1993, 121–122.
- Jean-Louis Perpillou, in: Revue des Études Grecques 100, 1987, 507–508.
- Martin Peters, in: Die Sprache 32, 1996, 551.
- Cornelis Jord Ruijgh, in: Mnemosyne 48, 1995, 367–368.